# Wercklea
Wercklea es un género con 13 especies de plantas fanerógamas de la familia  Malvaceae.

## Especies seleccionadas
| - Wercklea cocleana - Wercklea ferox - Wercklea flavovirens - Wercklea grandiflora - Wercklea horrida - Wercklea hottensis - Wercklea insignis | - Wercklea intermedia - Wercklea lutea - Wercklea magnibracteata - Wercklea pseudoferox - Wercklea tulipiflora - Wercklea woodsonii |

- Datos: Q1323454
- Multimedia: Wercklea / Q1323454
- Especies: Wercklea